# Darryn Hill
Darryn Hill (Perth, 11 d'agost de 1974) va ser un ciclista australià, que s'especialitzà en la pista, concretament la velocitat.
Del seu palmarès en pista destaca la medalla als Jocs Olímpics de Sydney i cinc més als Campionats del Món de Ciclisme en pista.

## Palmarès
- 1995
  -  Campió del món de velocitat
- 1996
  -  Campió del món de velocitat per equips (amb Gary Neiwand i Shane Kelly)
- 1998
  - Medalla d'or als Jocs de la Commonwealth en Velocitat
- 2000
  -  Medalla de bronze als Jocs Olímpics de Sydney en Velocitat per equips (amb Gary Neiwand i Sean Eadie)

### Resultats a laCopa del Món
- 1995
  - 1r a Adelaida i Tòquio, en Velocitat
  - 1r a Tòquio, en Keirin
- 1997
  - 1r a Trexlertown i Fiorenzuola d'Arda, en Keirin
  - 1r a Trexlertown, en Velocitat